# Gršćaki
Gršćaki – wieś w Chorwacji, w żupanii karlowackiej, w mieście Duga Resa. W 2011 roku liczyła 77 mieszkańców.